# Fujna
Fujna (ukr. Фійна) – wieś na Ukrainie, w rejonie lwowskim (wcześniej w rejonie żółkiewskim) obwodu lwowskiego. Wieś liczy około 130 mieszkańców.
W II Rzeczypospolitej do 1934 samodzielna gmina jednostkowa. Następnie należała do zbiorowej wiejskiej gminy Krechów w powiecie żółkiewski w woj. lwowskim. 
W marcu 1944 nacjonaliści ukraińscy z OUN-UPA zamordowali tutaj 8 Polaków.
Po wojnie wieś weszła w struktury administracyjne Związku Radzieckiego.